# Sammlung Heide und Wolfgang Voelter

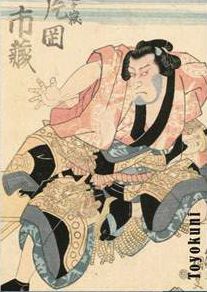
Farbholzschnitt von Utagawa Kunisada in der Sammlung Voelter

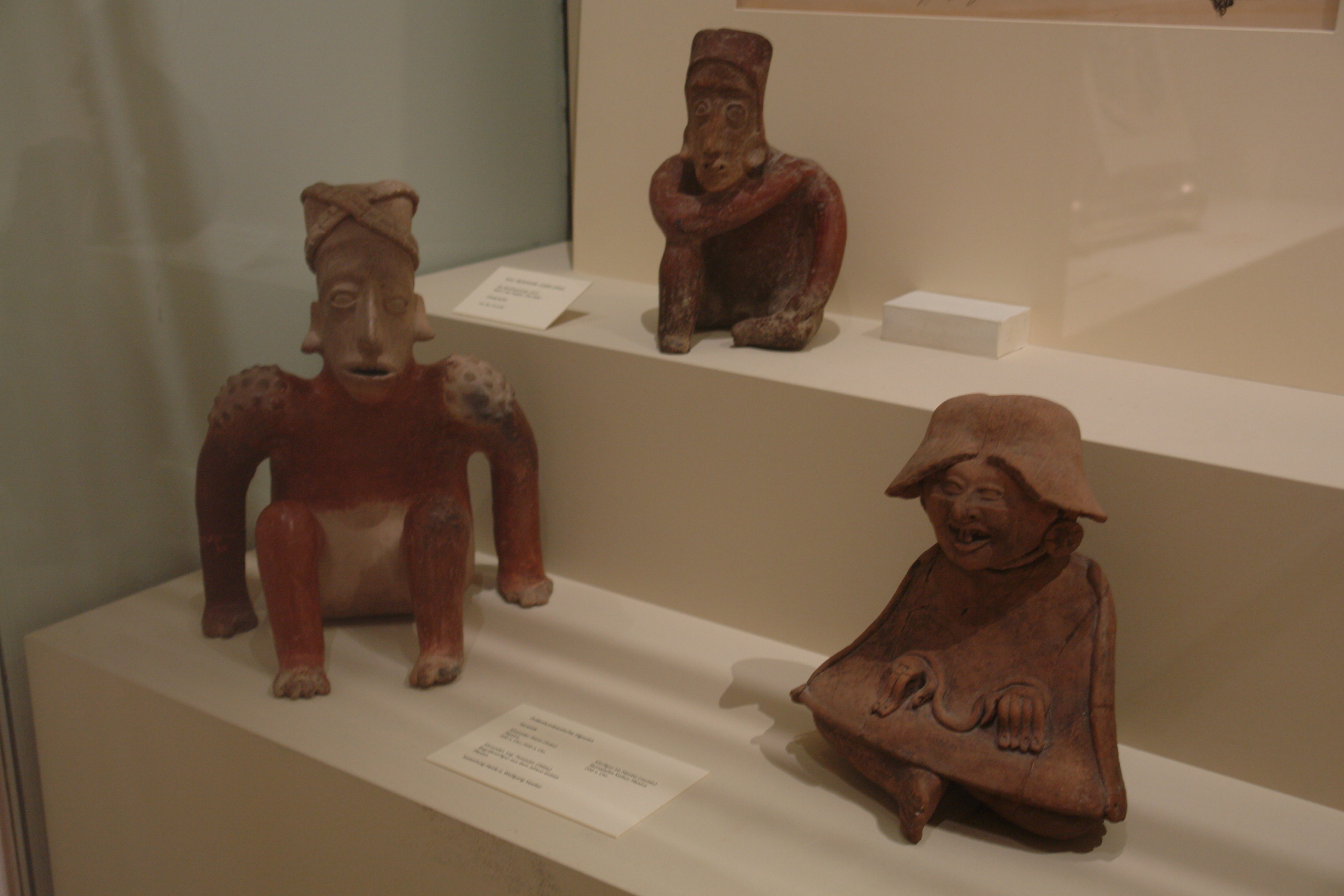
Präkolumbische Figuren aus der Sammlung Voelter. Links: sitzender Mann, Mexiko, 300 v. Chr. – 300 n. Chr. Mitte: Pensador, Begräbnisfigur aus dem Jalisco-Gebiet in Mexiko. Rechts: Sitzfigur.

Die Sammlung Heide und Wolfgang Voelter wurde 2011 von Heide Voelter und ihrem Ehemann Wolfgang Voelter der Graphischen Sammlung am Kunsthistorischen Institut der Universität Tübingen vermacht.
Die Privatsammlung umfasst etwa 150 Druckgraphiken des 20. Jahrhunderts vor allem mit figürlichen Darstellungen der 1970er und 1980er Jahre. Der ursprüngliche Schwerpunkt lag auf dem deutschen Expressionismus mit Werken von Max Beckmann, Erich Heckel und Max Pechstein. Weitere Werke stammen von A. Paul Weber, Peter Nagel, Lambert Maria Wintersberger, Rudolf Hausner und Horst Janssen. Eine Graphikserie von Friedrich Meckseper zum Thema Nobelpreise in Chemie, Physik, Literatur, Medizin, Ökonomie und Frieden stellt im universitären Umfeld einen Höhepunkt dar. Die international tätigen Sammler, die zeitweise in Pakistan und in den Vereinigten Staaten lebten, akquirierten unter anderem auch zwei japanische Holzschnitte des Meisters Utagawa Toyokuni aus dem 19. Jahrhundert sowie drei präkolumbische Figurinen aus West-Mexiko vor der Kolonisation durch die Spanier.

## Stifter
Heide Voelter ist Tierärztin und war über viele Jahre Redakteurin der Zeitschrift für Naturforschung. Sie hat ihren späteren Gatten im Orientexpress auf dem Weg nach Istanbul kennengelernt, als dieser nach Israel reiste, wo er seines Wissens der erste deutsche Austauschstudent war. Bei seinen Reisen hat er seine Begeisterung für die Kunst weiterentwickelt.
Wolfgang Voelter (1936–2021) war Biochemiker und Professor an der Universität Tübingen, der sich vor allem mit der Naturstoffchemie sowie deren Verarbeitung zu Heilmitteln befasste. 1976 baute er in Pakistan eines der weltweit führenden Forschungsinstitute für Naturstoffchemie auf. Für sein Lebenswerk erhielt er 1997 das Bundesverdienstkreuz.

## Ausstellung im Museum der Universität Tübingen (MUT) im Schloss Hohentübingen
Fast vierzig ausgewählte Werke der Sammlung Heide und Wolfgang Voelter wurden im Museum der Universität Tübingen (MUT) im Schloss Hohentübingen bis zum 15. Februar 2015 ausgestellt.